# Temporada 1991-1992 del RCD Espanyol
Dades de la Temporada 1991-1992 del RCD Espanyol.

## Fets Destacats
- 15 d'agost de 1991: Amistós: FC Cristinenc 1 - Espanyol 4[4]
- 18 d'agost de 1991: Torneig Ciutat de Melilla: UD Melilla 1 - Espanyol 0[5]
- 20 d'agost de 1991: Amistós: Jerez Deportivo 0 - Espanyol 1[6]
- 24 d'agost de 1991: Torneig Ciutat de Barcelona: Espanyol 2 - São Paulo FC 4[7]
- 26 de setembre de 1991: Copa: Espanyol 4 - CD Mirandés 0[8]
- 10 de novembre de 1991: Lliga: Athletic Club 0 - Espanyol 2[9]
- 1 de desembre de 1991: Lliga: Espanyol 1 - Reial Madrid 5[10]
- 19 d'abril de 1992: Lliga: Reial Madrid 7 - Espanyol 0[11]
- 31 de maig de 1992: Lliga: Espanyol 0 - FC Barcelona 4[12]

## Resultats i Classificació
- Lliga d'Espanya: Setzena posició amb 32 punts (38 partits, 12 victòries, 8 empats, 18 derrotes, 43 gols a favor i 60 en contra).
- Copa d'Espanya: Eliminà el CD Mirandés a la tercera ronda, la SD Eibar a la quarta, però fou derrotat pel Sevilla FC a la cinquena (setzens de final).
- Copa Catalunya: Eliminà el CF Igualada a quarts però fou eliminat pel Palamós CF a semifinals per penals.

## Plantilla
| P   | Jugador                 | Lliga | Lliga | Copa d'Espanya | Copa d'Espanya |
| P   | Jugador                 | PJ    | G     | PJ             | G              |
| --- | ----------------------- | ----- | ----- | -------------- | -------------- |
| POR | Vicente Biurrun         | 38    | -60   | 1              | -2             |
| POR | Carlos Meléndez         | -     | -     | 5              | -3             |
| POR | Florenci Conde          | -     | -     | -              | -              |
| DEF | Eloy Pérez              | 35    | -     | 5              | -              |
| DEF | Mendiondo               | 28    | 1     | 3              | -              |
| DEF | Bernardino Serrano Mino | 30    | -     | 3              | -              |
| DEF | Albert Albesa           | 19    | -     | 6              | -              |
| DEF | Andrei Mokh             | 21    | 1     | -              | -              |
| DEF | Dmitri Galiamin         | 15    | -     | -              | -              |
| DEF | Sergio Morgado          | 9     | -     | 2              | -              |
| DEF | José Luis Ablanedo      | 8     | -     | -              | -              |
| DEF | José Luis Gallardo      | 4     | -     | 1              | -              |
| DEF | Antonio Uceda           | 2     | -     | 3              | -              |
| DEF | Juan Carlos Núñez       | -     | -     | -              | -              |
| MIG | Francisco               | 33    | 5     | 5              | 1              |
| MIG | Ángel Luis              | 26    | -     | 6              | 3              |
| MIG | Urbano Ortega           | 23    | -     | -              | -              |
| MIG | Ezequiel Castillo       | 21    | 1     | 3              | -              |
| MIG | Pizo Gómez              | 16    | 2     | -              | -              |
| MIG | Dmitri Kuznetsov        | 12    | 4     | -              | -              |
| MIG | Jordi Masnou            | 11    | 1     | 5              | -              |
| MIG | Wolfram Wuttke          | 11    | 3     | 2              | -              |
| MIG | Dusan Mijic             | 9     | -     | 4              | -              |
| MIG | Antoni Lima             | 2     | -     | 1              | -              |
| MIG | José Luis Gestoso       | -     | -     | 1              | -              |
| DAV | Xavier Escaich          | 29    | 10    | 5              | 3              |
| DAV | Lluís Gonzàlez          | 24    | 6     | 4              | 2              |
| DAV | Màgic Díaz              | 18    | -     | 3              | 1              |
| DAV | Ígor Kornéiev           | 14    | 6     | -              | -              |
| DAV | Carlos Alfaro Moreno    | 14    | -     | 2              | -              |
| DAV | Enric Cuxart            | 13    | 3     | 3              | -              |
| DAV | Eduard Vílchez          | 5     | -     | 2              | -              |
| DAV | Manolo Baena            | -     | -     | 3              | 1              |